# ليز روزنبرغ
ليز روزنبرغ (بالإنجليزية: Liz Rosenberg)‏ هي كاتِبة وكاتبة للأطفال أمريكية، ولدت في 3 فبراير 1955 في غلين كوف في الولايات المتحدة.

## وصلات خارجية
- ليز روزنبرغ على موقع ميوزك برينز (الإنجليزية)